# Kupol Moskovskij
Die Kupol Moskovskij (englische Transkription von russisch Купол Московский Kupol Moskowoski, deutsch ‚Moskau-Kuppel‘) ist eine Eiskuppel an der Prinzessin-Martha-Küste des ostantarktischen Königin-Maud-Lands. Sie ragt im Schelfeisgürtel nahe der Zaliv Moskovskij auf.
Russische Wissenschaftler benannten sie.